# Aslanbek Sikoyev
Bản mẫu:Eastern Slavic name
Aslanbek Chermenovich Sikoyev (tiếng Nga: Асланбек Черменович Сикоев; sinh ngày 11 tháng 3 năm 1995) là một cầu thủ bóng đá người Nga. Anh chơi ở vị trí tiền đạo cho F.K. Arsenal Tula.

## Sự nghiệp câu lạc bộ
Anh có màn ra mắt tại Giải bóng đá chuyên nghiệp quốc gia Nga cho F.K. Vityaz Podolsk vào ngày 24 tháng 4 năm 2015 trong trận đấu với F.K. Tambov.
Anh có màn ra mắt tại Giải bóng đá ngoại hạng Nga cho F.K. Arsenal Tula vào ngày 18 tháng 7 năm 2017 trong trận đấu với F.K. Lokomotiv Moskva.

## Thống kê sự nghiệp

### Câu lạc bộ
Tính đến 13 tháng 5 năm 2018
| Câu lạc bộ          | Mùa giải            | Giải vô địch                | Giải vô địch | Giải vô địch | Cúp     | Cúp       | Châu lục | Châu lục  | Tổng cộng | Tổng cộng |
| Câu lạc bộ          | Mùa giải            | Hạng đấu                    | Số trận      | Bàn thắng    | Số trận | Bàn thắng | Số trận  | Bàn thắng | Số trận   | Bàn thắng |
| ------------------- | ------------------- | --------------------------- | ------------ | ------------ | ------- | --------- | -------- | --------- | --------- | --------- |
| Rubin Kazan         | 2012–13             | Giải bóng đá ngoại hạng Nga | 0            | 0            | 0       | 0         | 0        | 0         | 0         | 0         |
| Rubin Kazan         | 2013–14             | Giải bóng đá ngoại hạng Nga | 0            | 0            | 0       | 0         | 0        | 0         | 0         | 0         |
| Rubin Kazan         | Tổng cộng           | Tổng cộng                   | 0            | 0            | 0       | 0         | 0        | 0         | 0         | 0         |
| Vityaz Podolsk      | 2014–15             | PFL                         | 3            | 0            | –       | –         | –        | –         | 3         | 0         |
| Alania Vladikavkaz  | 2015–16             | PFL                         | 9            | 7            | –       | –         | –        | –         | 9         | 7         |
| Arsenal-2 Tula      | 2016–17             | PFL                         | 8            | 5            | –       | –         | –        | –         | 8         | 5         |
| Arsenal Tula        | 2016–17             | Giải bóng đá ngoại hạng Nga | 0            | 0            | 0       | 0         | –        | –         | 0         | 0         |
| Arsenal Tula        | 2017–18             | Giải bóng đá ngoại hạng Nga | 4            | 0            | 0       | 0         | –        | –         | 4         | 0         |
| Arsenal Tula        | Tổng cộng           | Tổng cộng                   | 4            | 0            | 0       | 0         | 0        | 0         | 4         | 0         |
| Tổng cộng sự nghiệp | Tổng cộng sự nghiệp | Tổng cộng sự nghiệp         | 24           | 12           | 0       | 0         | 0        | 0         | 24        | 12        |